# Епархия Вау

Епархия Вау на карте Судана обозначена под номером 3

Епархия Вау (лат. Dioecesis Vavensis) — епархия Римско-католической церкви c центром в городе Вау, Южный Судан. Епархия Вау входит в митрополию Джубы.

## История
30 мая 1913 года Святой Престол учредил апостольскую префектуру Бахр-эль-Газаля, выделив её из апостольского викариата Центральной Африки (сегодня — Архиепархия Хартума).
13 июня 1917 года апостольская префектура Бахр-эль-Газаля была преобразована в апостольский викариат.
12 июня 1923 года, 3 марта 1949 года и 3 июня 1955 года апостольский викариат Бахр-эль-Газаля передал часть своей территории для возведения новых апостольских префектур Экваториального Нила (сегодня — Архиепархия Гулу), Мапоя (сегодня — Епархия Томбура-Ямбио) и апостольского викариата Румбека (сегодня — Епархия Румбека).
26 мая 1961 года апостольский викариат Бахр-эль-Газаля был переименован в апостольский викариат Вау.
12 сентября 1974 года Римский папа Павел VI выпустил буллу Cum in Sudania, которой преобразовал апостольский викариат Вау в епархию.

## Ординарии епархии
- епископ Антонио Стопанни (1913—1933);
- епископ Родольфо Орлер (11.12.1933 — 19.07.1946);
- епископ Эдуардо Масон (8.05.1947 — 10.05.1960) — назначен ординарием апостольского викариата Эль-Обейда;
- епископ Ириней Вьен Дуд (10.05.1960 — 12.12.1974) — назначен архиепископом Джубы;
- епископ Габриэль Зубейр Вако (12.12.1974 — 30.10.1979) — назначен коадъютором архиепархии Хартума;
- епископ Джозеф Вилаль Ньекинди (24.10.1980 — 2.11.1995);
- епископ Рудольф Денг Маяк (2.11.1995 — по настоящее время).

## Источник
- Annuario Pontificio, Libreria Editrice Vaticana, Città del Vaticano, 2003, ISBN 88-209-7422-3